# Halmdoder
De halmdoder (Geaumannomyces graminis) is een parasitaire schimmel, die planten aantast. De schimmel behoort tot de familie Magnaporthaceae.
Op de wortels en het onderste halmlid wordt een zwarte schimmellaag gevormd. De schimmel blijft over op de stoppels en resten van stro. De schimmel infecteert het wortelweefsel van jonge planten en kan zich vooral van plant naar plant verspreiden door schimmeldraden, die door de grond groeien, vandaar dat de ziekte vaak pleksgewijs optreedt. Ook kan de schimmel verspreidt worden door de ascosporen, maar dit komt veel minder vaak voor. De schimmel blokkeert het xyleem van de planten en vermindert de opname van water. Vroege symptomen van de ziekte zijn onder meer witachtig verkleurde aren of halmen, verminderde groei en vroegtijdige afrijping. De aangetaste wortels zijn zwart en de planten zijn gemakkelijk uit de grond te trekken.

## Variëteiten
De volgende variëteiten worden onderscheiden:
- Geaumannomyces graminis var. avenae tast haver aan.
- Geaumannomyces graminis var. graminis tast onder andere rijst en grassen aan.
- Geaumannomyces graminis var. tritici tast gewone tarwe aan.
- Gaeumannomyces graminis var. maydis tast mais aan.